# 張二男松
張 二男松（ちょう におまつ、1865年（慶応元年）2月23日 - 1952年（昭和27年））は、日本の教育家。佐賀県師範学校及び長崎県女子師範学校元校長。元トヨタ自動車株式会社名誉会長・張富士夫の祖父。従五位勲五等。族籍は佐賀県士族。

## 来歴
唐津町出身。長崎県師範学校中等師範科卒業。卒業後、同校教諭、諫早中学、小城中学教諭を経て、1884年（明治17年）7月佐賀中学兼佐賀県師範学校教諭に就任。
1886年（明治19年）、教育令改正と共に師範学校教諭となり、1918年（大正7年）に長崎県女子師範学校、1921年（大正10年）に佐賀県師範学校校長となる。
1927年（昭和2年）5月、退職。

## 家族
- 長男・玄彦（九州大学名誉教授）[4][5]
1890年 - 没年不明
- 次男・菅雄（逓信技師）[4]
1893年 - 没年不明
- 三男・芳武（華北交通参事総局参与）[6]
1904年 - 没年不明
- 孫・富士夫